# 대동신용은행
대동신용은행(大同信用银行)은 조선민주주의인민공화국의 은행이다.
1995년 2월 25일 홍콩의 종합금융사인 페레그린 사와 조선민주주의인민공화국의 조선대성은행의 합작으로 세워졌으며, 자본금 750만 달러(당시 약 58억 5천만 원)를 페레그린 사와 조선대성은행이 70대 30의 비율로 공동투자했고 설립 당시 이름은 페레그린-대성 개발은행이었다.초대 은행장으로는 영국인 나이절 코위가 임명됐으며, 일반 은행업무뿐만 아니라 수출입 결제와 관련된 외환업무, 라진·선봉 경제 무역 지대의 건설과 관련된 투자업무를 주로 맡아서 했으며, 은행의 소유와 운영 또한 조선대성은행과 페레그린 사가 공동으로 행사했다. 1996년 2월 6일부터 업무를 시작했다. 설립 당시 조선민주주의인민공화국에서 금융업무 전반에 걸쳐 인가를 받은 최초의 국제 금융기관이었다. 1996년에는 페레그린 사가 법인을 평양직할시에서 라진·선봉으로 옮긴 바 있다.
페레그린 사는 1998년 아시아 금융 위기를 거치며 해체되면서 페레그린-대성 개발은행의 지분을 청산했고, 이 지분을 나이절 코위 은행장과 홍콩의 오리엔탈커머셜홀딩사가 인수했으며 은행의 이름도 대동신용은행으로 바꾸었다. 2006년에는 홍콩계 투자자문사인 고려아시아사가 대동신용은행의 지분 70%를 인수했으며, 2011년에는 중국의 세척용품 제조업체인 나이스 그룹이 다시 지분의 70%를 인수했다.
대동신용은행의 은행장을 지낸 나이절 코위는 2006년 6월 27일 영국령 버진아일랜드에 대동신용은행(DCB) 파이낸스라는 페이퍼 컴퍼니를 세웠는데, 파나마 페이퍼스를 통해 폭로된 바에 따르면 파나마의 로펌 모색 폰세카가 DCB 파이낸스를 관리했으며, 모색 폰세카가 조선민주주의인민공화국이 조세 피난처로 핵무기 개발 자금 등을 유용하고 운용하는 것을 도와주었다는 의혹이 드러났다.
2013년 6월 27일 미국 재무부는 대동신용은행이 조선민주주의인민공화국의 대량살상무기 개발을 돕고 있다며 제재 대상에 대동신용은행을 추가했다. 2016년 11월 30일 유엔 안전 보장 이사회는 유엔 안전 보장 이사회 결의 제2321호를 채택하며 대동신용은행과 DCB 파이낸스, 은행장 김철삼의 자산을 동결시켰다. 2017년에는 SWIFT에서 자발적으로 탈퇴했다.